# Gems (Aerosmith)
Gems è la seconda raccolta, pubblicata nel 1988 dal gruppo statunitense degli Aerosmith.

## Tracce
1. Rats In The Cellar
2. Lick And A Promise
3. Chip Away The Stone
4. No Surprize
5. Mama Kin
6. Adam's Apple
7. Nobody's Fault
8. Round And Round
9. Critical Mass
10. Lord Of The Thighs
11. Jailbait
12. Train Kept A Rollin'

## Formazione
- Steven Tyler - voce, armonica
- Tom Hamilton - basso
- Joe Perry - chitarra
- Brad Whitford - chitarra
- Joey Kramer - batteria